# ヴィテプスク県 (ポーランド・リトアニア共和国)

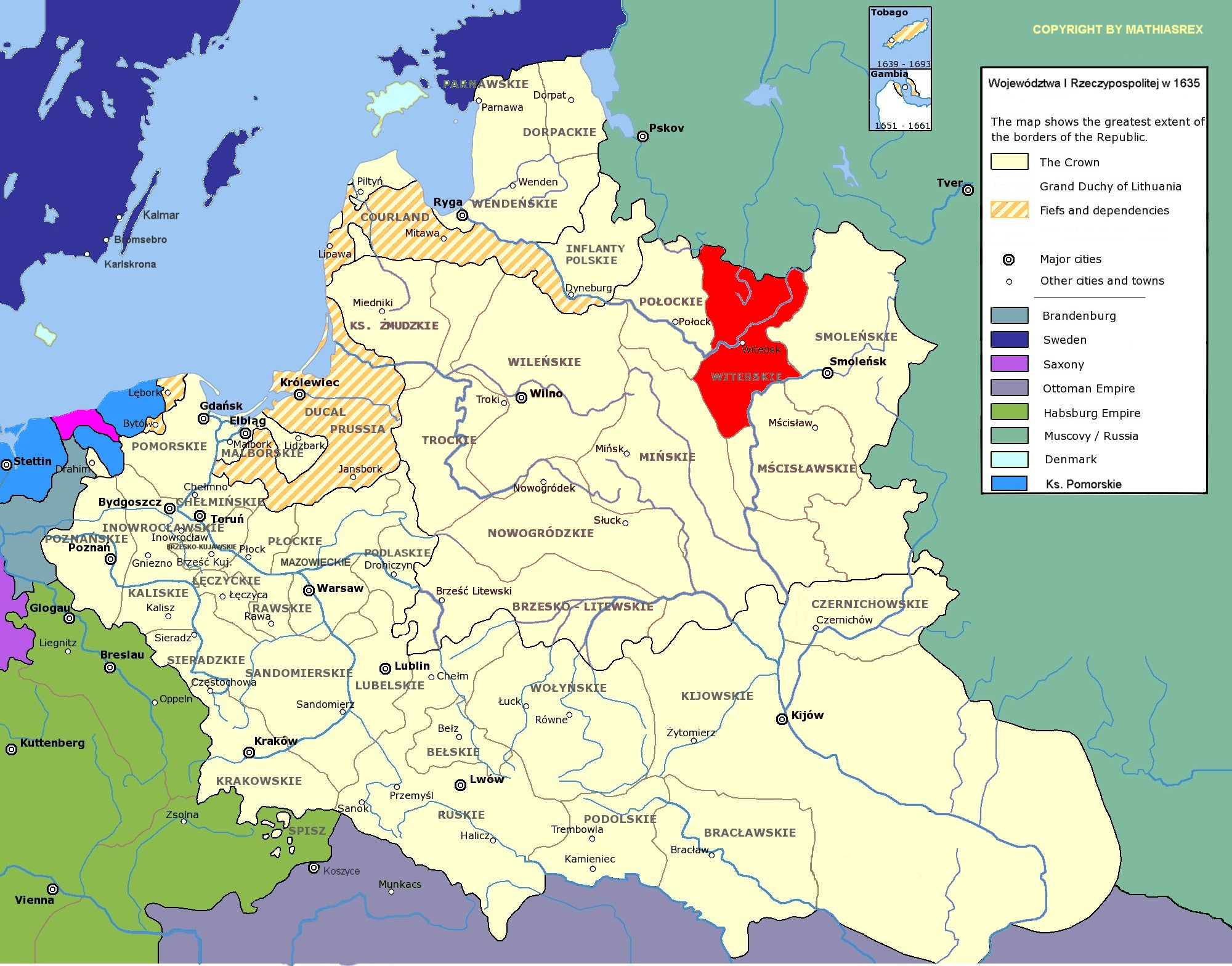
ポーランド・リトアニア共和国内のヴィテプスク県の位置

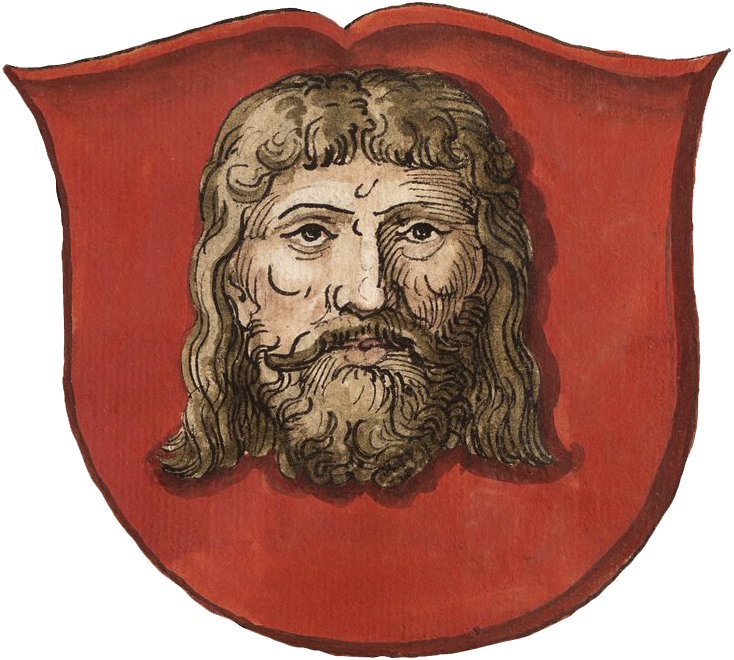
県章

軍旗

ヴィテプスク県 / Vitebskas県（ポーランド語: Województwo witebskie / リトアニア語: Vitebsko vaivadija）はリトアニア大公国、後にポーランド・リトアニア共和国の県である。設置は1508年、県都は現ベラルーシ・ヴィツェプスクに置かれた。
面積はおよそ24600㎢であり、東から反時計回りに、スモレンスク県、ムシチスワフ県、ミンスク県、ポウォツク県と接した。北はロシア国家と接していた（初めプスコフ公国と接するが、モスクワ大公国がこれを接収、その後ロシア・ツァーリ国、帝政ロシアへと変遷）。

## 歴史
12世紀まで、ヴィテプスク一帯はリューリク朝の公が統治する、ルーシの諸公国領域であった（初めポロツク公国領であり、後ヴィテプスク公国が分離）。しかし13世紀初頭より、東方へ拡張しようとするリトアニアの侵攻を受けるようになり、おそらく13世紀初頭にはリトアニアの勢力圏に組み込まれたと考えられている。
1508年にヴィテプスク（Vitebskas）県が設立された。また、1566年にヴィテプスク郡(ru)とオルシャ郡(ru)が設置された。ヴィテプスク県からは、国会（セイム）には4人の議員が派遣された。
1772年、第1次ポーランド分割によって、ヴィテプスク県の大部分は帝政ロシアに割譲された。オルシャ郡の一部のみはポーランド・リトアニア共和国内に残ったが、この地域も1793年の第2次ポーランド分割によって帝政ロシア領となった。ただし、完全にポーランド・リトアニア共和国が消滅する1793年まで、名目上はヴィテプスク県は存続した。